# Логанча (кратер)
Логанча — ударный кратер, который сформировался в результате падения метеорита 40 млн лет назад.
Находится в России, Красноярский край (Эвенкия)
Удар создал, как предполагают, кратер около 22 км в диаметре. Последующие геологические процессы деформировали кратер.